# Pseudepidosis zonata
Pseudepidosis zonata är en tvåvingeart som beskrevs av Boris Mamaev 1990. Pseudepidosis zonata ingår i släktet Pseudepidosis och familjen gallmyggor. Inga underarter finns listade i Catalogue of Life.